# Pedro Bustamante López
Pedro Alberto Bustamante López (* 9. Januar 1965 in Cotaparaco, Provinz Recuay, Peru) ist ein peruanischer Geistlicher und römisch-katholischer Bischof von Huánuco.

## Leben
Pedro Bustamante López empfing am 7. Dezember 1992 das Sakrament der Priesterweihe für das Erzbistum Arequipa.
Am 10. Juli 2013 ernannte ihn Papst Franziskus zum Prälaten der Territorialprälatur Sicuani. Die Bischofsweihe spendete ihm der Erzbischof von Arequipa, Javier Augusto Del Río Alba, am 15. August desselben Jahres; Mitkonsekratoren waren der Erzbischof von Lima, Juan Luis Kardinal Cipriani Thorne, und der Erzbischof von Cuzco, Juan Antonio Ugarte Pérez. Die Amtseinführung in der Prälatur Sicuani erfolgte zwei Tage später.
Am 29. September 2020 erhob Papst Franziskus die Territorialprälatur Sicuani in den Rang eines Bistums und ernannte den bisherigen Prälaten Pedro Bustamante López zum ersten Diözesanbischof.
Vom 7. April 2021 bis zum 6. Januar 2025 verwaltete er zusätzlich die vakante Territorialprälatur Ayaviri als Apostolischer Administrator.
Am 1. Juni 2024 ernannte ihn Papst Franziskus zum Bischof von Huánuco. Die Amtseinführung fand am 8. August desselben Jahres statt.